# Opsigalea blanchardi
Opsigalea blanchardi är en fjärilsart som beskrevs av Todd 1966. Opsigalea blanchardi ingår i släktet Opsigalea och familjen nattflyn. Inga underarter finns listade i Catalogue of Life.